# Pavel Navrkal
Pavel Navrkal (* 8. září 1943, Třebíč) je český spisovatel, publicista a regionální historik. V roce 2018 obdržel Cenu města Třebíče.

## Biografie
V roce 1955 začal hrát hokej v Jiskře Třebíč (nynější SK Horácká Slavia Třebíč), posléze hrál také ve Spartaku Ústí nad Labem a pak působil jako trenér hokejistů v Třebíči, s trénováním skončil v roce 1997. Profesně působil ve společnosti Uniplet Třebíč. Po odchodu do důchodu působil jako spisovatel a historik a věnoval se převážně historii třebíčského sportu. V roce 2003 napsal knihu "Hoši, děkujeme" o historii třebíčského hokeje, v roce 2005 pak knihu "Hráli pro slávu Třebíče" o historii třebíčského fotbalu a v roce 2014 napsal knihu "Třebíč a královna" o historii atletiky v Třebíči. Některé knihy, například pohádkové, napsal společně s Vlastimilem Tomanem.
V roce 2018 byl oceněn Cenou města Třebíče.

## Dílo
- Cestou domova, autobiografické dílo Vlastimila Tomana, sestavil Pavel Navrkal, 2004
- Hoši, děkujeme, 2003
- Hráli pro slávu Třebíče, 2005
- Kocourci, 2008 (ilustroval Vlastimil Toman)
- Lišáček, 2016 (ilustrovala Helena Hrdá)
- Podivuhodná sláva, 2009, společně s Vladimírem Piskem a Jiřím Vachudou
- Tajemnství kouzelné krajiny, 2007, sestavil Pavel Navrkal
- Třebíč a královna, 2014, společně s Milanem Zeibertem
- Ztracený ráj, 2002, společně s Vlastimilem Tomanem